# 科洛季斯捷 (烏曼區)
48°29′29″N 30°7′10″E / 48.49139°N 30.11944°E
科洛季斯泰（烏克蘭語：Колодисте）是位於烏克蘭中部的村莊，由切爾卡瑟州烏曼區的拉季任卡市鎮負責管轄。該村處於西尼齊亞河畔，海拔高度199米，2022年該城鎮人口1,326。